# Megumu Tamura
Megumu Tamura (10. ledna 1927 – 8. října 1986) byl japonský fotbalista.

## Reprezentační kariéra
Megumu Tamura odehrál za japonský národní tým v roce 1951 celkem 3 reprezentačních utkání.

## Statistiky
| Japonsko | Japonsko | Japonsko |
| Roky     | Záp.     | Góly     |
| -------- | -------- | -------- |
| 1951     | 3        | 0        |
| Celkem   | 3        | 0        |